# Muscle droit supérieur de l'œil
Le muscle droit supérieur du bulbe de l'œil ou muscle droit supérieur de l'œil (Musculus rectus superior) est un muscle oculomoteur et un des quatre muscles droits de l'œil. Il permet par sa contraction d'orienter le regard en haut.

## Description
- Origine dorsale: il nait de le languette supérieure du ligament de Zinn fixé sur le corps du sphénoïde.
- Trajet: il se dirige en avant et en haut en s'élargissant pour venir se réfléchir sur globe de l'œil et se porter en avant et en bas.
- Terminaison antérieure: il s'achève par une aponévrose large et aplatie sur la partie antéro-supérieure de la sclérotique, au-dessus de l'iris.

## Innervation
Il est innervé par la branche supérieure  du nerf oculomoteur, 3e nerf crânien qui l'aborde par sa face inférieure.

## Vascularisation
Il est vascularisé par une branche de l'artère musculaire supérieure branche de l'artère ophtalmique.

## Action
En faisant tourner la partie antérieure du globe oculaire vers le haut, il porte le regard vers le haut.

## Rapports
Il est en rapport, en dessus avec le muscle oblique supérieur de l'œil, le muscle releveur de la paupière supérieure puis avec la paroi supérieure de l'orbite, en dessous, en arrière avec le nerf optique, en avant avec le globe oculaire.

## Galerie

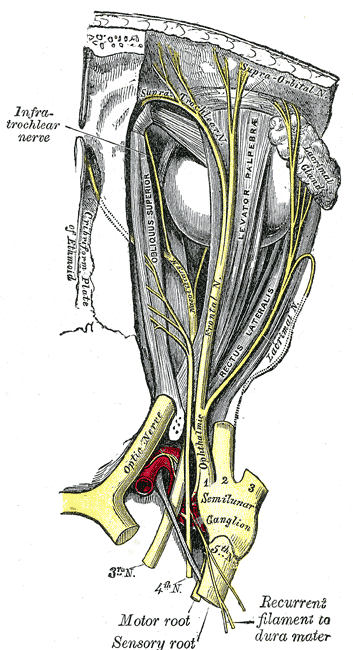
Nerfs de l'orbite. Vue supérieure.
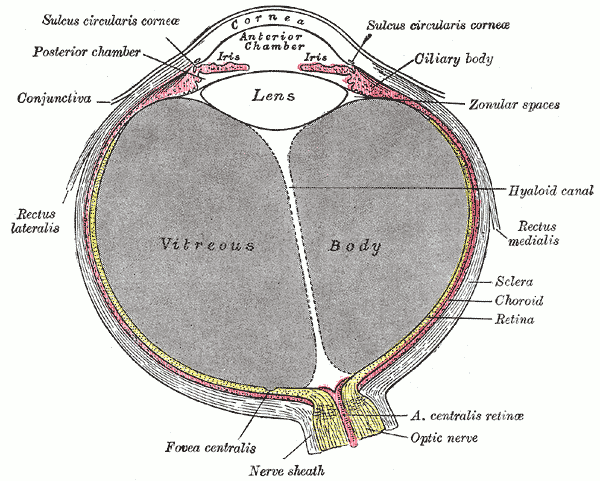
Section horizontale du globe oculaire.
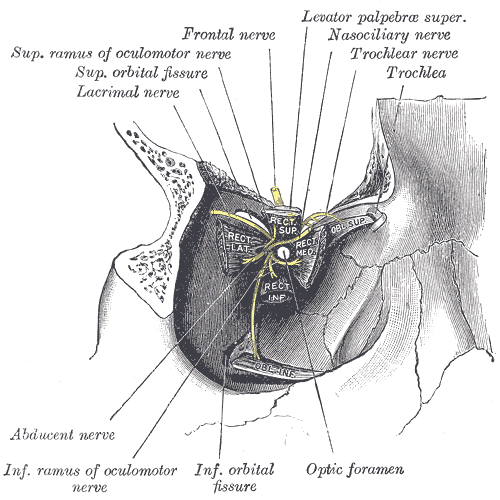
Dissection montrant les muscles droit de l'œil et les nerfs entrant par la fente sphénoïdale.
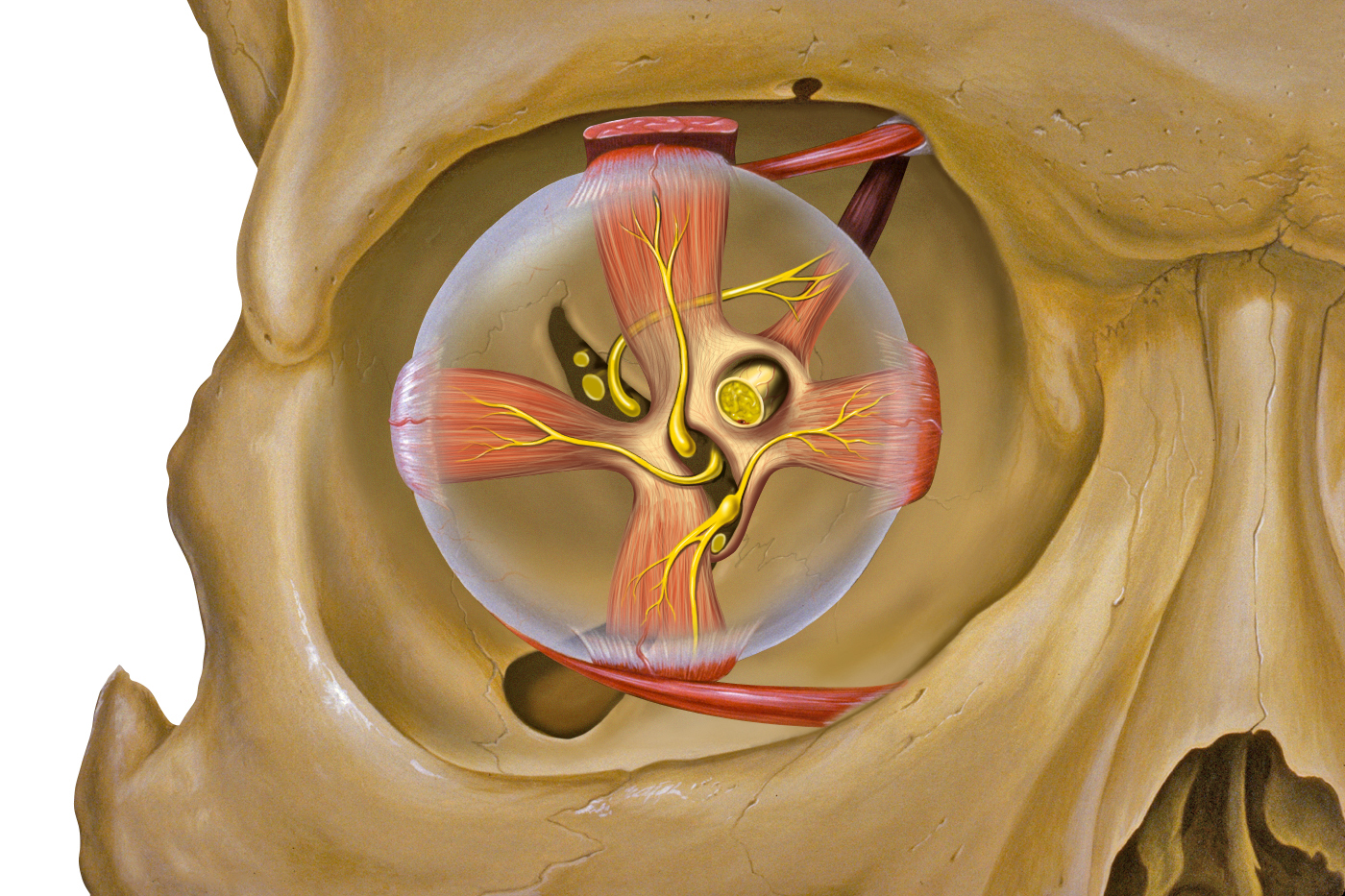
Fente sphénoïdale; Tendon de Zinn.

## Biographie
A. BOUCHET et J. CUILLERET, Anatomie topographique, descriptive et fonctionnelle : Le Système nerveux central, la face, la tëte et les organes des sens., Paris, SIMEP, 1991, 2e éd., 598 p. (ISBN 978-2-225-82466-1, lire en ligne)